# Ali Babacan
Ali Babacan (turkiska: [ali babadʒan]), född 4 april 1967 i Ankara, Turkiet, är en turkisk politiker. Han är parlamentsledamot och tidigare vice premiärminister i Turkiet med ansvar för den ekonomiska politiken. 
Han tjänstgjorde först som minister med ansvar för ekonomiska frågor i den 58:e regeringen i Republiken Turkiet, som bestod av Rättvise- och utvecklingspartiet (AKP). Han behöll denna position även under den 59:e regeringen i Republiken Turkiet. Den 29 augusti 2007 utsågs han till utrikesminister i den 60:e regeringen. Under 2009-2015 tjänstgjorde han som vice premiärminister med ansvar för ekonomi och finans i Turkiet.

## Biografi
Babacan tog examen som klassetta vid Ankara College 1985. Han studerade sedan vid Middle East Technical University i Ankara och tog 1989 en fil.kand.-examen i industriell teknik med högsta betyg. Han fortsatte till USA på ett Fulbrightstipendium för att fullgöra en forskarutbildning och tog 1992 en masterexamen vid Kellogg School of Management vid Northwestern University i Evanston, Illinois, med huvudämnena marknadsföring, organisationsteori och internationella affärer.
Babacan arbetade sedan två år som biträdande jurist på QRM, Inc. i Chicago, Illinois, ett företag som ger finansiell rådgivning till ledande befattningshavare i storbanker i USA. Han återvände till Turkiet 1994 och blev chefsrådgivare till borgmästaren i Ankara samma år. Han var samtidigt ordförande i familjens textilföretag mellan 1994 och 2002.

## Politisk karriär
Babacan gick in i politiken 2001 som en av grundarna och som styrelseledamot i Rättvise- och utvecklingspartiet och valdes till parlamentet som ersättare inom valkretsen i Ankara den 3 november 2002. Han utsågs till ekonomiminister den 18 november 2002 och blev den yngsta medlemmen i regeringen, då vid en ålder av 35 år.
Babacan hade uppgiften att leda ett smärtsamt ekonomiskt reformprogram, som backades upp av flera miljarder dollar i IMF-lån, med vars hjälp den turkiska ekonomin kunde uppnå en anmärkningsvärd återhämtning efter två allvarliga kriser. Han höll sig alltid borta från turbulensen på den turkiska politiska arenan och fokuserade enbart på ekonomiska reformer, snarast som en teknokrat utan att förfalla till populism.
Den 24 maj 2005 utnämnde premiärminister Recep Tayyip Erdoğan honom till chefsförhandlare i Turkiets anslutningsförhandlingar med EU,  som inleddes den 3 oktober 2005.  Som minister har Babacan också deltagit i flera internationella möten, som World Economic Forum i Davos, Schweiz, och Bilderberggruppen. Efter att några AKP-ledamöter har kritiserat Babacan och antytt att han har kopplingar till Fethullah Gülens islamiska rörelse  utsågs han inte till någon ministerpost i förra regeringen.